# Меленакен

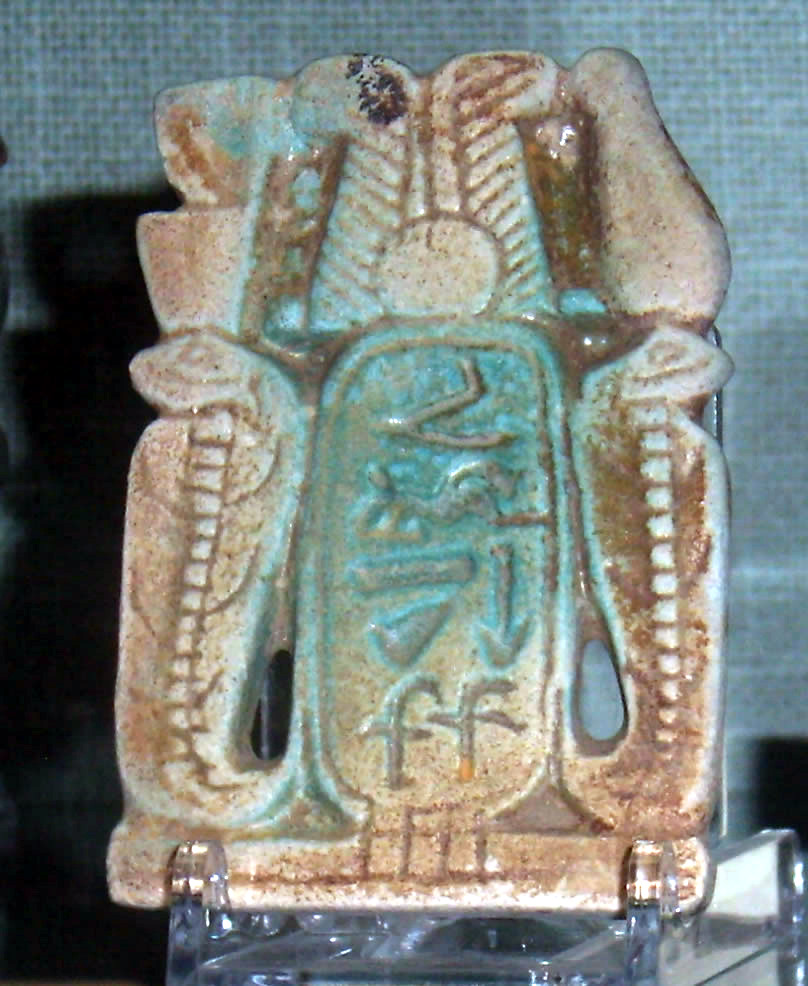
Исполненный по обету картуш Меленакена (Музей Ашмола)

Меленакен (Малонакен) — царь Куша (Нубия) в 555—542 годах до н. э.

## Биография
Считают, что Меленакен был сыном царя Араматлеко и царицы Аманитакайе, хотя это мнение базируется только на предположениях. Его царственной супругой считается Тагтал, которая была похоронена в Нури (№ 45).
Меленакен известен по своей пирамиде (№ 5) в Нури, также из записи из Кава об исполненном обете; по блоках (из храма М. 242, 294) и другим объектам из Мероэ.